# Journal of Combinatorial Designs
Le Journal of Combinatorial Designs est une revue scientifique à évaluation par les pairs en créée en 1993 et publiée par John Wiley & Sons. 

## Thèmes
La revue publie des articles de recherche sur tous les aspects du design combinatoire, et notamment sur les plans en blocs, les carrés magiques, quasigroupes, géométries finies, les méthodes de calcul, de construction, et applications informatiques, la théorie des codes, les décompositions, factorisations et conceptions de graphes, la combinatoire extrémale, les aspects algébriques du design combinatoire.  

## Résumés et indexation
Le journal est indexé et ses articles sont résumés dans Scopus, MathSciNet, Zentralblatt MATH, DBLP, 
Science Citation Index Expanded, Web of Science. Sur SCImago Journal Rank, le journal présente un facteur d'impact de 1,026 pour 2018